# 맹승렬
맹승렬(孟承烈, 1955년 ~ )은 대한민국의 공학자, 대학 교수이다. 현재 KAIST(한국과학기술원) 정보과학기술대 전산학과 교수이다.

## 생애
맹승렬 교수는 1977년에 서울대학교 전자공학과에서 학사학위를, 카이스트 전산학과에서 1979년에 석사, 1984년에 박사학위를 취득하였고, 1984년부터 카이스트 교수로 취임하였다. 현재 카이스트 전산학과 책임 교수이자 모바일 소프트웨어 센터의 센터장이다. 현재 컴퓨터 구조, 시스템 보안, 분산 컴퓨팅, 모바일 컴퓨팅, 그리고 임베디드 시스템에 주로 관심을 두고 연구하고 있다.

## 학력
- 1977년 서울대학교 전자공학 학사
- 1979년 KAIST 전산학 석사
- 1984년 KAIST 전산학 박사

## 같이 보기
- 맹성현